# 李延强
李延强（1963年4月—），男，汉族，河北巨鹿人，中华人民共和国政治人物，中国共产党党员，第十三届全国人民代表大会广西壮族自治区代表。

## 生平
1963年4月，李延强出生在河北省巨鹿县。1980年，李延强进入中国人民大学工业经济系基本建设经济专业学习。

### 城乡建设环境保护部
1984年大学毕业后，李延强被分配至城乡建设环境保护部建筑管理局出任一名干部、副主任科员，在任期间的1987年4月加入中国共产党。

### 广西壮族自治区
1994年2月，李延强调任广西壮族自治区南宁市建设委员会副主任、南宁市房产业开发总公司副总经理，同年7月转任南宁市规划管理局局长、党委副书记。
1998年7月，李延强调任北海市人民政府副市长，在任期间远赴美国摩海德州立大学研修现代经济管理。
2006年3月，李延强调任北部湾（广西）经济区规划建设管理委员会办公室副主任、党组成员，2012年10月升任党组副书记，同年11月升任常务副主任兼党组副书记。2014年8月，李延强出任北部湾经济区和东盟开放合作办公室党组书记、常务副主任。
2016年8月，李延强调回北海市，出任中共北海市委副书记、市人民政府市长。
2018年1月，李延强调任中共防城港市委书记、市人大常委会党组书记（3月兼任主任）、广西东兴国家重点开发开放试验区工委书记。2018年，李延强被选为广西壮族自治区出席第十三届全国人民代表大会代表。
2021年3月，李延强出任广西北部湾国际港务集团有限公司党委书记、董事长，同年6月兼任广西壮族自治区政协经济委员会副主任。

### 落马
2024年8月16日，李延强涉嫌严重违纪违法，接受自治区纪委监委纪律审查和监察调查。